# Žebnik
Žebnik je naselje u slovenskoj Općini Radeču. Žebnik se nalazi u pokrajini Štajerskoj i statističkoj regiji Savinjskoj. 

## Stanovništvo
Prema popisu stanovništva iz 2002. godine naselje je imalo 152 stanovnika.